# Брежери, Ромен
Ромен Брежери (фр. Romain Brégerie; родился 9 августа 1986, Таланс, Франция) — французский футболист, защитник. Играл за ряд клубов, такие как: «Метц», «Шатору». В настоящее время — игрок немецкого клуба «Ингольштадт 04», выступающий на правах аренды за «Магдебург».

## Клубная карьера
Брежери — воспитанник клуба «Бордо». Тем не менее, за клуб он не сыграл ни одного матча в чемпионате и был продан в «Метц» летом 2008 года. Позже, Ромен был отдан в аренду «Шатору» в январе 2010 года. В июне 2011 года Брежери отправился в Германию, и подписал двухлетний контракт с дрезденским «Динамо». 4 июля 2014 года он подписал однолетний контракт с «Дармштадтом 98». В 2015 году сменил Дармштадт на «Ингольштадт 04», за который поиграл в Бундеслиге.
3 января 2018 года Ромен Брежери снова вернулся в «Дармштадт 98», но уже на правах аренды. 27 августа 2018 года Брежери был отдан в аренду в «Магдебург».